# 天主教烏茲別克宗座署理區
天主教烏茲別克宗座署理區 （拉丁語：Administratio Apostolica Usbekistaniana）是烏茲別克一個羅馬天主教宗座署理區，直屬教廷。
範圍包括烏茲別克全境，教座位於塔什干。2010年有教友3,500人（估轄區人口0.0%）、五個堂區（塔什干、布哈拉、薩馬爾罕、費爾干納、烏爾根奇）、九名司鐸。現任宗座署理為耶日‧馬庫萊維奇。
1997年9月29日建立了自治傳教區，2005年4月1日升格。